# Chì(II) selenide
Chì(II) selenide, còn được gọi với nhiều cái tên khác nhau như chì selenide, selenide chì, là một hợp chất vô cơ, đồng thời cũng là một chất bán dẫn, với công thức hoá học được quy định là PbSe. PbSe có cấu trúc tinh thể khối tương tự như cấu trúc tinh thể khối của hợp chất natri chloride, NaCl. Hợp chất chì(II) selenide tồn tại dưới dạng một chất rắn kết tinh màu xám.
Chì(II) selenide được ứng dụng để chế tạo cảm biến hồng ngoại trong phương pháp đo nhiệt. Vật liệu được xác định là một nhiệt điện nhiệt độ tiềm năng với sự kích thích natri hoặc khí clo bởi Alekseva và các đồng nghiệp tại Học viện Ioffe của Viện A.F, Nga. Nghiên cứu lý thuyết tiếp theo tại Phòng thí nghiệm Quốc gia Oak Ridge, Hoa Kỳ dự đoán rằng hiệu suất của loại p có thể bằng hoặc vượt quá tỷ lệ của hợp chất "chị em" của nó, chì(II) teluride.
Chì(II) selenide cũng tồn tại trong tự nhiên, nó tồn tại dưới dạng khoáng chất mang tên clausthalit. Hợp chất này có thể được hình thành bởi phản ứng trực tiếp giữa các thành phần cấu tạo nên nó, tức là từ hai nguyên tố chì và selen.